# Директен маркетинг
Директен маркетинг е стратегия за създаване на персонален диалог с клиентите. Продават се продукти директно от търговците на потребителите. Характеризира се с това, че обичайно намесата на медии липсва.
Терминът директен маркетинг се предполага, че е използван за пръв път в средата на 20 век от Лестър Вундерман, който използва тази стратегия за компании като American Express и Columbia Records. През 1970 година Алвин Тофлър публикува първата книга, където е използван терминът – Шок от бъдещето, както е и заглавието на самата книгата. В нея авторът предсказва бъдещото развитие на масовите комуникации и директния маркетинг.
Развитието на технологиите и използването на интернет правят възможно прилагането на нови и атрактивни форми на директен маркетинг, които съдържат потенциал за налагане на търговски марки и генериране на продажби. Такива форми са:
- уеб маркетинга,
- имейл маркетинга; директна поща
- уеб семинарите,
- телемаркетинга,
- промоциите,
- търговски канали за директни продажби
- рекламните листовки,
- каталозите и др.

Във Великобритания през 1983 г. пряката реклама по пощата е заемала около 12% от пощенските услуги. С разширяването на мрежата от терминали и печетащи устройства, рекламните материали могат да се разпространяват автоматично чрез нея. Ефективността от директния маркетинг нараства всекиднвено и многократно.